# Leptoperilissus ibericus
Leptoperilissus ibericus là một loài tò vò trong họ Ichneumonidae.